# Kapatnik
Kapatnik (bułg. Капатник) – szczyt pasma górskiego Riła, w Bułgarii, o wysokości 2170 m n.p.m.